# Anthidiellum apicatum
Anthidiellum apicatum là một loài Hymenoptera trong họ Megachilidae. Loài này được Smith mô tả khoa học năm 1879.
Loài này phân bố ở Zimbabwe.